# Arthur Roy Brown
Arthur Roy Brown, DSC & Bar (23 de dezembro de 1893 - 9 de março de 1944) foi um ás da aviação canadense da Primeira Guerra Mundial, creditado com dez vitórias aéreas. A Força Aérea Real creditou oficialmente a Brown o abate de Manfred von Richthofen, o "Barão Vermelho", embora agora seja considerado quase certo por historiadores, médicos e especialistas em balística que Richthofen foi realmente morto por uma metralhadora disparando do solo.